# Eremia Profeta
Eremia Profeta (n. 1914, Sebeș, Alba – d. 2002, București) a fost un pictor român, membru al grupului de artiști de la Bocșa Montană.
A urmat studiile la Academia de Arte Frumoase din Cluj (1932) avându-i ca profesori pe Catul Bogdan și Aurel Ciupe.

## Biografie
A fost un portretist și a realizat mai multe expoziții personale la Lupeni și Deva, expoziția de debut fiind cea de la Cluj din 1935. Singur sau în colaborare cu alți pictori, Eremia Profeta a contribuit la realizarea picturilor  mai multor biserici între care: picturile murale ale Bisericii ortodoxe din Mănășturu Românesc (1932, împreună cu fratele său Eugen Profeta), Bisericii ortodoxe „Adormirea Maicii Domnului” (1954, împreună cu fratele său), Bisericii „Schimbarea la Față a Mântuitorului” situată în cimitirul Mănăstirii Văratec (1965), Bisericii „Sfinții Împărați Constantin și Elena” - Bariera Vergului (1962-1964), Catedralei Ortodoxe din Arad (1966) și icoanele de pe catapeteasma Bisericii ortodoxe „Adormirea Maicii Domnului” din Săbolciu.,,Biserica cu lună,, (catedrala episcopală din Oradea),,Sf.Trei Ierarhi,, din Aiud,capela mănăstirii Suzana.